# Rudolf Pleban
Rudolf Pleban (* 25. November 1913 in Peterwardein; † 1. Juni 1965 in Zwettl) war ein österreichischer Maler, Grafiker und Bildhauer.
Pleban beteiligte sich im Jahre 1948 gemeinsam mit Carlos Riefel und Alfons Hetmanek am Umbau des linken Flügels des Künstlerhauses in Wien in ein Kino. Er schuf zahlreiche Sgraffiti, wie das Porträt Franz Schuberts am Tullnerbacher Bahnhof.

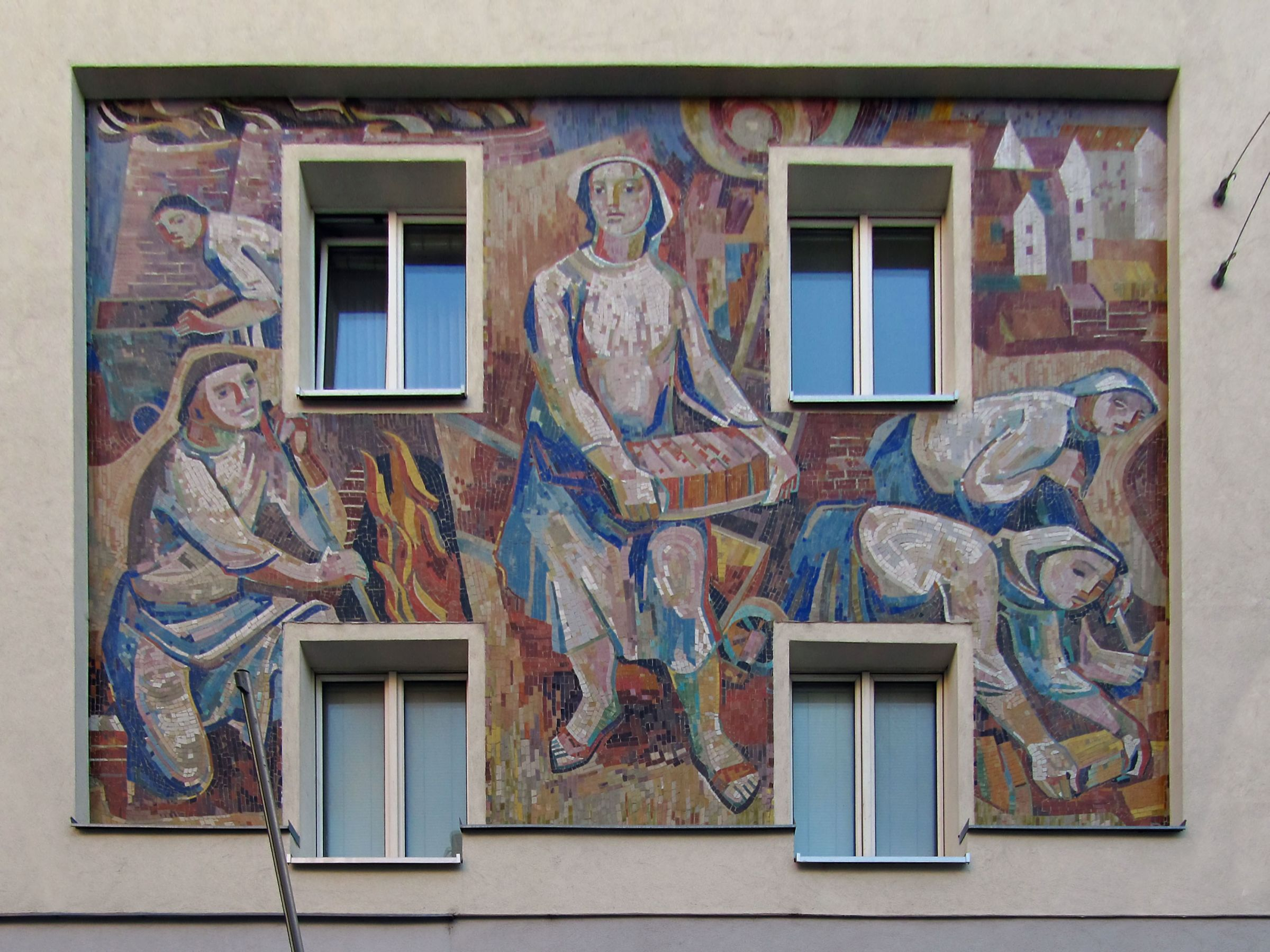
Mosaik „Ziegelarbeiterinnen“ in Wien-Favoriten

Im Jahre 1955 gestaltete er das großflächige Mosaik „Ziegelarbeiterinnen“ an der Fassade des Wohnhauses Laxenburger Straße 12 in Wien-Favoriten, welches unter Denkmalschutz gestellt wurde.